# 北京宝鼎中心
北京宝鼎中心，位于北京市东城区东打磨厂街北侧，是集购物、娱乐、酒店、写字楼于一体的物业，也是北京市知名的涉诉物业。

## 简介
北京宝鼎中心位于东打磨厂街北侧，祈年大街东侧，崇文门西小街南侧。楼高11层。附属4万平方米商商业，1.5万平方米酒楼，4000平米地下车库等。
1995年3月17日《人民日报》第3版刊登署名赵杰的《北京宝鼎广场动工兴建》消息称，“本报讯一座大型现代化物业——北京宝鼎广场将在天安门广场东南侧动工兴建。这个由中国、美国和香港三方共同投资一亿美元的建筑，集购物、娱乐、酒店、写字楼于一体。预计一九九六年底竣工。”文中的北京宝鼎广场即北京宝鼎中心。
北京宝鼎中心的开发商是香港荣驰集团与北京市崇文区城市建设开发公司（为北京市崇文区区属国有企业）合资成立的北京致祥房地产开发有限公司（以下简称致祥公司）。1995年4月起，致祥公司在新加坡、香港等地销售北京宝鼎中心楼盘，与购房者签订了《北京市外销商品房预售契约》，收到众多购房者支付的大笔购房款。合同约定致祥公司应于1997年4月30日前交房，购房者向致祥公司支付超过50%首付款，剩余购房款由致祥公司以其合资公司即香港宝鼎发展有限公司（以下简称宝鼎公司）的名义租赁该房屋的经营收益予以折抵。2000年代到2010年代，房款已陆续通过宝鼎公司租赁经营收益结清，但致祥公司迟迟不向购房者交房，或交房后继续占有使用房屋，引发了众多诉讼，北京市东城区人民法院分别判决致祥公司交房。
2001年，就招商银行申请执行宝鼎公司、致祥公司抵押借款合同纠纷二案，广东省深圳市中级人民法院与广东省高级人民法院分别作出（2001）深中法经二初字第120号、（2001）粤高法经一初字第14号民事判决。依照（2001）深中法经二初字第120号判决，宝鼎公司应偿还招商银行贷款本金及利息、罚息；招商银行有权处分致祥公司的位于东打磨厂街北侧13760平方米的土地使用权及地上房产以优先偿还上述债务。依照（2001）粤高法经一初字第14号民事判决，致祥公司应偿还招商银行借款本金2.2亿元及利息；招商银行对致祥公司提供抵押的位于东打磨厂街北侧13760平方米的土地使用权及地上房产具有优先受偿权。上述两判决发生法律效力后，两被执行人未履行义务，申请执行人分别向广东省深圳市中级人民法院及广东省高级人民法院申请强制执行，2004年9月17日和2009年9月14日广东省高级人民法院分别作出（2004）粤高法执指字第116号指定执行决定书、（2001）粤高法执字第48-2号民事裁定书，将二案指定广东省河源市中级人民法院执行。广东省河源市中级人民法院分别于2004年10月14日及2009年9月22日立案执行，并将两案合并执行，此后在执行中多次拍卖北京宝鼎中心房产。